# باشگاه فوتبال اودیشا
باشگاه فوتبال اودیشا (انگلیسی: Odisha FC) یک باشگاه فوتبال حرفه‌ای هندی مستقر در بوبانشوار، اودیشا است که در سوپر لیگ فوتبال هند، بالاترین سطح فوتبال هند، رقابت می‌کند. قبل از آغاز فصل سوپر لیگ هند، این باشگاه به عنوان باشگاه فوتبال دهلی دیناموز تأسیس شد. این باشگاه با انتقال به پایگاه فعلی خود، استادیوم کالینگا در بوبانشوار، اودیشا، به باشگاه فوتبال اودیشا تغییر نام داد. این باشگاه تحت مالکیت و اداره شرکت GMS Leadership مستقر در دبی است.